# Мейсон (тауншип, Миннесота)
Мейсон (англ. Mason) — тауншип в округе Марри, Миннесота, США. На 2000 год его население составило 284 человека.

## География
По данным Бюро переписи населения США площадь тауншипа составляет 93,1 км², из которых 89,7 км² занимает суша, а 3,3 км² — вода (3,59 %).

## Демография
По данным переписи населения 2000 года здесь находились 284 человека, 115 домохозяйств и 96 семей.  Плотность населения — 3,2 чел./км². На территории тауншипа расположено 194 постройки со средней плотностью 2,2 построек на один квадратный километр. Расовый состав населения: 99,30 % белых и 0,7 % приходится на две или более других рас.
Из 115 домохозяйств в 27,8 % воспитывались дети до 18 лет, в 77,4 % проживали супружеские пары, в 2,6 % проживали незамужние женщины и в 16,5 % домохозяйств проживали несемейные люди. 14,8 % домохозяйств состояли из одного человека, при том 5,2 % из — одиноких пожилых людей старше 65 лет. Средний размер домохозяйства — 2,47, а семьи — 2,72 человека.
23,6 % населения — младше 18 лет, 3,9 % — в возрасте от 18 до 24 лет, 21,1 % — от 25 до 44, 31,7 % — от 45 до 64, и 19,7 % — старше 65 лет. Средний возраст — 46 лет. На каждые 100 женщин приходилось 95,9 мужчин. На каждые 100 женщин старше 18 приходилось 102,8 мужчин.
Средний годовой доход домохозяйства составлял 40 250 долларов, а средний годовой доход семьи —  42 000 долларов. Средний доход мужчин —  28 750  долларов, в то время как у женщин — 21 250. Доход на душу населения составил 19 186 долларов. За чертой бедности находились 7 % семей и 7,6 % всего населения тауншипа, из которых 6,2 % младше 18 лет.